# Zehlendorf (Oranienburg)
Zehlendorf è una frazione della città tedesca di Oranienburg, nel Brandeburgo.

## Storia
Zehlendorf fu nominata per la prima volta nel 1335.

Costituì un comune autonomo fino al 26 ottobre 2003.